# Kantonale Volksabstimmung «Erhöhung der Schiffssteuer»
Die Kantonale Volksabstimmung «Erhöhung der Schiffssteuer» war eine Volksabstimmung im Schweizer Kanton Luzern, die am 28. November 2004 stattfand. Inhalt der Abstimmung war der Erhöhung der Schiffssteuer.

## Hintergründe und Inhalt
Nachdem der Kanton Luzern im Jahr 2003 mit einem Defizit abschloss und sich keine Besserung für die Folgejahre abzeichnete, entwickelte der Regierungsrat ein unter dem Namen «Sparpaket 2005» ein Konzept um seine Ziele des Schuldenabbaus weiterverfolgen zu können. 80 % der Budget-Verbesserungen sollten durch Ausgabenkürzungen erreicht werden, während man mit weiteren Massnahmen Mehreinnahmen von 20 Millionen anstrebte. Davon sollte ein Teil von rund einer Million Franken durch die ungefähre Verdoppelung der Schiffssteuern erreichen werden. Die Gesetzesänderung wurde vom Grossen Rat am 14. Juni 2004 mit 88 zu 12 angenommen.

### Referendum
Die Gesetzesänderung wurde am 19. Juni 2004 im Luzerner Kantonsblatt veröffentlicht. Während der Referendumsfrist von zwei Monate, wurde durch ein Komitee bestehend aus der SVP des Kantons Luzern, dem Wassersportclub Luzern und dem Verein für tragbare Steuern 4675 gültige Unterschriften gegen die Gesetzesänderung gesammelt und eingereicht. Damit erreichten sie die zu einem Referendum nötigen 3000 Unterschriften. Ihre Argumentation gegen die Gesetzesänderung enthielt:
- Der Kanton Luzern zähle bereits zu den Kantonen mit den höchsten Steuern, Gebühren und Abgaben in der Schweiz.
- Der Kanton müsse lernen sparsamer umzugehen und dürfe seine Verschwendung nicht auf Kosten der Bevölkerung durch immer höhere Abgaben abgleichen.
- Bootsbesitzer seien beim Regierungsrat ein «beliebtes Opfer» für Steuererhöhung
- Schon 1998 hätte eine Steuererhöhung um 30 % stattgefunden
- Im Vergleich zu den Kantonen Obwalden und Nidwalden wären die Schifffahrtssteuern ab dem Jahre 2005 im Kanton Luzern mehr als 2,5-fach höher. Der Kanton Zug würde sogar ganz auf eine Schiffssteuer verzichten
- Die erhöhten Steuern in einigen Fällen die Besitzer zwingen würden ihr redlich erspartes Boot verkaufen zu müssen
- Dies dazu führen würde, dass sich auf den Seen nur noch Luxusjachten befinden würden, während die Boote zusehends verschwinden

## Abstimmungsergebnis
Als einziges der damaligen fünf Ämter des Kantons hat das Amt Entlebuch die Vorlage mit 44 % abgelehnt. Alle anderen Ämter stimmten der Vorlage zu, dabei wurde der höchste Ja-Stimmenanteil im Amt Luzern mit 57 % erreicht. Der kantonalen Durchschnitt lag bei 55 % Befürworter und einer Stimmbeteiligung von 45 %. Somit wurde die Erhöhung der Schiffssteuer im Gegensatz zur «Erhöhung der Motorfahrzeugsteuern», über die gleichentags abgestimmt wurde und die ebenfalls als Massnahme des «Sparpaket 2005» vorgesehen war, angenommen.
| Amt       | Stimmbeteiligung | Ja (Anzahl) | Nein (Anzahl) | Ja (Prozent) | Nein (Prozent) | Annahme |
| --------- | ---------------- | ----------- | ------------- | ------------ | -------------- | ------- |
| Entlebuch | 45,85 %          | 2'568       | 3'278         | 43.93 %      | 56.07 %        | Nein    |
| Hochdorf  | 44,66 %          | 9'380       | 8'012         | 53.93 %      | 46.07 %        | Ja      |
| Luzern    | 44,07 %          | 26'989      | 20'068        | 57.35 %      | 42.65 %        | Ja      |
| Sursee    | 46,88 %          | 10'694      | 9'069         | 54.11 %      | 45.89 %        | Ja      |
| Willisau  | 44,32 %          | 7'130       | 6'517         | 52.25 %      | 47.75 %        | Ja      |
| Total (5) | 44,81 %          | 56'761      | 46'944        | 54.73 %      | 45.27 %        | Ja      |

## Gesetzänderung
Nr. 788a

Gesetz über die Schiffssteuer

Änderung vom 14. Juni 2004*

Der Grosse Rat des Kantons Luzern, nach Einsicht in die Botschaft des Regierungsrates vom 5. März 20041,
beschliesst:

I.

Das Gesetz über die Schiffssteuer vom 1. Dezember 19972 wird wie folgt geändert:

§ 6 Absatz 1a

1 Die jährliche Steuer beträgt für

a. Motor- und Segelschiffe

    bis 5 m Länge Fr. 110.–

    bis 7 m Länge Fr. 150.–

    bis 9 m Länge Fr. 200.–

    über 9 m Länge Fr. 250.–

    Für jedes volle oder angebrochene kW Antriebsleistung wird ein Zuschlag gemäss folgender Abstufung erhoben:

    bis 200 kW Leistung Fr. 8.50

    von 201 bis 300 kW Leistung Fr. 9.50

    über 300 kW Leistung Fr. 10.50

§ 7 Absatz 1

1 Für Schiffe mit befristeter Verkehrsbewilligung ist ein Viertel der ordentlichen Steuer, mindestens aber 100 Franken zu bezahlen.

§ 9 Absatz 2 (neu)

2 Der Regierungsrat kann auf eine Einlage gemäss Absatz 1 vorübergehend verzichten oder die geäufneten Mittel reduzieren, sofern 500 000 Franken für den genannten Zweck bereitstehen.

II.

Die Änderung tritt am 1. Januar 2005 in Kraft. Sie unterliegt dem fakultativen Referendum.

Luzern, 14. Juni 2004

Im Namen des Grossen Rates

Der Präsident: Hans Lustenberger

Der Staatsschreiber: Viktor Baumeler

*K 2004 1651

1 Erscheint in den Verhandlungen des Grossen Rates 2004.

2 G 1998 73